# 제46회 미국 감독 조합상
제46회 미국 감독 조합상은 1993년 뛰어난 활동을 보인 영화 감독을 기리기 위해 1994년 3월에 열린 시상식이다. 뉴욕, Beverly Hilton Hotel에서 개최되었다.

## 수상 및 후보

### 감독상(영화부문)
- 쉰들러 리스트 - 스티븐 스필버그 수상

### 감독상(다큐멘터리부문)
- Barbara Kopple 수상

### 감독상(광고부문)
- James Gartner 수상

### 공로상
- 로버트 알트만 수상

### 로버트 B. 알드리치 상
- 버트 블루스타인 수상

### 프랭크린 J. 샤프너 상
- James Wall 수상